# Mada’in Salih
Mada’in Salih (arab. ‏مدائن صالح‎) – miasto w Arabii Saudyjskiej, w oazie w prowincji Medyna. Leży w krainie historycznej Hidżaz, u południowych podnóży pasma Harrat al-Uwajrid, ok. 20 km od miasta i oazy Al-Ula.
Na południowo-zachodnich obrzeżach Mada’in Salih zachowały się ruiny starożytnego miasta Hegra (arab. الحجر, Al-Hidżr), zamieszkanego niegdyś przez Nabatejczyków i Samudejczyków.

## Stanowisko archeologiczne
Stanowisko archeologiczne w Mada’in Salih zostało w 2008 roku wpisane na listę światowego dziedzictwa UNESCO jako pierwszy obiekt w Arabii Saudyjskiej. Jest to największy zachowany zespół zabytków cywilizacji nabatejskiej na południe od Petry.
Do naszych czasów dotrwał kompleks 111 monumentalnych grobowców królewskich, datowanych na okres między I wiekiem p.n.e. a I wiekiem n.e, największy z nich to Kasr al-Farid. Większość grobowców posiada bogato zdobione fasady. Natrafiono tu także na inskrypcje pochodzące z jeszcze wcześniejszych czasów, a w pobliżu także na prehistoryczne malowidła naskalne.